# Zmróżka złocieniowa
Zmróżka złocieniowa (Cryptocephalus bilineatus) – gatunek chrząszcza z rodziny stonkowatych i podrodziny Cryptocephalinae.

## Taksonomia
Gatunek po raz pierwszy został naukowo opisany w 1767 roku przez Karola Linneusza jako Chrysomela bilineata.

## Morfologia
Chrząszcz o krępym, walcowatym ciele długości od 2 do 3 mm. Głowa u samicy czarna z parą żółtych plam między górnymi częściami oczu złożonych oraz żółtym nadustkiem, a u samca jest czarna z żółtą pręgą lub, u odmiany żółtej, z podobnym wzorem jak u samicy. Nitkowate czułki mają nasadowe połowy żółtoczerwone, a wierzchołkowe połowy czarne. Przedplecze jest czarne z żółto obrzeżonymi krawędziami bocznymi i przednią, czasem też z parą żółtych plamek przed tarczką, a niekiedy z żółtą barwą ograniczoną do tylnych kątów i wąskiego znaku na krawędzi przedniej. Powierzchnia przedplecza ma gęste, długie, głębokie, podłużne, w zagłębieniach matowe zmarszczki. Ubarwienie pokryw jest żółte z czarną smugą przyszwową i parą czarnych, równoległych do niej smug bocznych, które jednak nigdy nie dochodzą do wierzchołka pokryw. Czasem na pokrywach pojawiają się też przepaski poprzeczne i ich wzór przypominać zaczyna ten u C. elegantulus. Powierzchnię pokryw rzeźbią stosunkowo delikatne, czarno zabarwione punkty, formujące wyraźne, całkowicie regularne, trochę wgłębione rzędy. Odnóża są żółtoczerwonego koloru. Genitalia samca odznaczają smuklejszym wierzchołkiem płytki grzbietowej prącia niż w przypadku C. exiguus.

## Ekologia i występowanie
Owad ten preferuje suche siedliska o piaszczystym podłożu. Spotykany jest na suchych łąkach, ugorach, przydrożach, śródlądowych wydmach, groblach i murawach kserotermicznych. Owady dorosłe aktywne są od maja do września, ze szczytem pojawu zwykle w sierpniu. Jego rośliną żywicielską jest jastrun właściwy.
Gatunek palearktyczny o rozsiedleniu eurosyberyjskim. W Europie znany jest z Hiszpanii, Wielkiej Brytanii, Francji, Belgii, Holandii, Niemiec, Szwajcarii, Liechtensteinu, Austrii, Włoch, Danii, Szwecji, Norwegii, Finlandii, Estonii, Łotwy, Litwy, Polski, Czech, Słowacji, Węgier, Białorusi, Ukrainy, Rumunii, Mołdawii, Bułgarii, Słowenii, Serbii, Czarnogóry i Rosji. Dalej na wschód sięga przez całą Syberię aż po Japonię.